# NGC 43
NGC 43 je lečasta galaksija v ozvezdju Andromeda. Njen premer je enak približno 27 kiloparsekov (88.000 svetlobnih let). Odkril jo je John Herschel leta 1827.